# Rok Afryki

Dekolonizacja Afryki

Rok Afryki – rok 1960, przełomowy dla dziejów Afryki i dekolonizacji. Powstało wtedy 17 państw, które proklamowały niepodległość od Francji, Wielkiej Brytanii, Belgii i Włoch. Do tego czasu na kontynencie afrykańskim istniało jedynie 10 niepodległych państw.

| Państwo                               | Data uzyskania niepodległości | Mocarstwo kolonialne    | Uwagi |
| ------------------------------------- | ----------------------------- | ----------------------- | --- |
| Kamerun                               | 1 I 1960 1 X 1960             | Francja Wielka Brytania | • 2 poł. XIX w. kolonia niemiecka • 1922 terytorium mandatowe Ligi Narodów • 1946 terytorium powiernicze ONZ administrowane przez Francję i Wlk. Brytanię |
| Senegal                               | 20 VI 1960 20 VIII 1960       | Francja                 | • 2 poł. XIX w. kolonia francuska • od 1904 w składzie Francuskiej Afryki Zachodniej • 1958 republika autonomiczna w ramach Wspólnoty Francuskiej • 1959–60 autonomiczna republika w składzie Federacji Mali                                                        |
| Togo                                  | 27 IV 1960                    | Francja                 | • od końca XIX w. protektorat niemiecki 1922 terytorium mandatowe Ligi Narodów • 1946 terytorium powiernicze ONZ administrowane przez Francję i Wielką Brytanię |
| Madagaskar                            | 26 VI 1960                    | Francja                 | • 1885 protektorat francuski • 1896 kolonia francuska 1942–43 okupacja brytyjska • 1946 terytorium zamorskie Francji • 1958 republika autonomiczna w ramach Wspólnoty Francuskiej                                                                                   |
| Demokratyczna Republika Konga         | 30 VI 1960                    | Belgia                  | • 1885 Wolne Państwo Kongo • 1908 kolonia Kongo Belgijskie 1971 zmiana nazwy na Zair • od 17 VI 1997 pod obecną nazwą |
| Somalia                               | 1 VII 1960                    | Włochy Wielka Brytania  | • od 1884 w części północnej kolonia bryt. Somaliland, • w części południowej kolonia wł. od 1904 pod nazwą Somali Włoskie, od 1936 w składzie Włoskiej Afryki Wschodniej, od 1941 administracja bryt., 1950 terytorium powiernicze ONZ administrowane przez Włochy |
| Dahomej (od 1975 r. Benin)            | 1 VIII 1960                   | Francja                 | • w 2. poł. XIX w. rosnąca dominacja fr. • od 1898 w składzie Francuskiej Afryki Zachodniej • 1958 republika autonomiczna w ramach Wspólnoty Francuskiej |
| Niger                                 | 3 VIII 1960                   | Francja                 | • od 1911 w składzie Francuskiej Afryki Zachodniej • 1922 odrębna kolonia Niger • 1958 republika autonomiczna w ramach Wspólnoty Francuskiej |
| Górna Wolta (od 1984 r. Burkina Faso) | 5 VIII 1960                   | Francja                 | • 1896 protektorat fr. • od 1904 w składzie Francuskiej Afryki Zachodniej • 1919 kolonia Górna Wolta • 1946 terytorium zamorskie Francji • 1958 republika autonomiczna w ramach Wspólnoty Francuskiej                                                               |
| Wybrzeże Kości Słoniowej              | 7 VIII 1960                   | Francja                 | • 1893 kolonia fr. • od 1904 w składzie Francuskiej Afryki Zachodniej • 1946 terytorium zamorskie Francji • 1958 republika autonomiczna w ramach Wspólnoty Francuskiej                                                                                              |
| Czad                                  | 11 VIII 1960                  | Francja                 | • 1900 kolonia francuska • od 1910 w składzie Francuskiej Afryki Równikowej • 1958 republika autonomiczna w ramach Wspólnoty Francuskiej |
| Republika Środkowoafrykańska          | 13 VIII 1960                  | Francja                 | • 1894 kolonia Ubangi-Szari • od 1910 w składzie Francuskiej Afryki Równikowej • 1946 terytorium zamorskie Francji • 1958 republika autonomiczna w ramach Wspólnoty Francuskiej                                                                                     |
| Kongo                                 | 15 VIII 1960                  | Francja                 | • 1891–1910 kolonia Kongo Francuskie • od 1910 w składzie Francuskiej Afryki Równikowej (Kongo Środkowe) • 1946 terytorium zamorskie Francji • 1958 republika autonomiczna w ramach Wspólnoty Francuskiej                                                           |
| Gabon                                 | 17 VIII 1960                  | Francja                 | • 1886 kolonia francuska • od 1910 w składzie Francuskiej Afryki Równikowej • 1958 republika autonomiczna w ramach Wspólnoty Francuskiej |
| Mali                                  | 20 VI 1960 22 IX 1960         | Francja                 | • 1890 jednostka administracyjna Sudan Zachodni • 1904 integracja z Francuską Afryką Zachodnią • 1920 kolonia francuska Sudan Francuski • 1959–60 związek z Senegalem w ramach Federacji Mali                                                                       |
| Nigeria                               | 1 X 1960                      | Wielka Brytania         | • 1914 formalny status kolonii bryt. • 1954 związek z Protektoratem Nigerii tworzący Federację Nigerii |
| Mauretania                            | 28 XI 1960                    | Francja                 | • 1903 protektorat Francji • 1920–58 kolonia w składzie Francuskiej Afryki Zachodniej • 1958 republika autonomiczna w ramach Wspólnoty Francuskiej |